# Quận Alleghany, North Carolina
Quận Alleghany là một quận nằm ở bang Bắc Carolina.  Tại thời điểm năm 2000, dân số là 10.677 người. Quận lỵ đóng ở Sparta6.
Quận được lập năm 1859 từ vùng phía đông quận Ashe, Bắc Carolina.  Quận được đặt tên theo dãy núi Allegheny.

## Địa lý
Theo Cục điều tra dân số Hoa Kỳ, quận có tổng diện tích 236 dặm Anh vuông (610 km²), trong đó, 235 dặm Anh vuông (608 km²) là diện tích đất và 1 dặm Anh vuông (2 km²) trong tổng diện tích (0,37%) là diện tích mặt nước.

### Các thị trấn
Quận được chia thành 7 thị trấn: Cherry Lane, Cranberry, Gap Civil, Glade Creek, Piney Creek, Prathers Creek, và Whitehead.

### Các quận giáp ranh
- Quận Grayson, Virginia - Bắc
- Quận Surry, Bắc Carolina - Đông
- Quận Wilkes, Bắc Carolina - Nam
- Quận Ashe, Bắc Carolina - Tây

### Vùng bảo tồn quốc gia
- Blue Ridge Parkway (một phần)

## Thông tin nhân khẩu
Theo cuộc điều tra dân số2 tiến hành năm 2000, quận này có dân số 10.677 người, 4.593 hộ, và 3.169 gia đình sinh sống trong quận này. Mật độ dân số là 46 người trên mỗi dặm Anh vuông (18/km²). Đã có 6.412 đơn vị nhà ở với một mật độ bình quân là 27 trên mỗi dặm Anh vuông (11/km²).  Cơ cấu chủng tộc của dân cư sinh sống tại quận này gồm 95,69% người da trắng, 1,23% người da đen hoặc người Mỹ gốc Phi, 0,26% người thổ dân châu Mỹ, 0,20% người gốc châu Á, 0,01% người các đảo Thái Bình Dương, 1,75% từ các chủng tộc khác, và 0,86% từ hai hay nhiều chủng tộc.  4,96% dân số là người Hispanic hoặc người Latin thuộc bất cứ chủng tộc nào.
Có 4.593 hộ trong đó có 24,80% có con cái dưới tuổi 18 sống chung với họ, 58,30% là những cặp kết hôn sinh sống với nhau, 7,50% có một chủ hộ là nữ không có chồng sống cùng, và 31,00% là không gia đình. 27,80% trong tất cả các hộ gồm các cá nhân và 14,00% có người sinh sống một mình và có độ tuổi 65 tuổi hay già hơn.  Quy mô trung bình của hộ là 2,28 còn quy mô trung bình của gia đình là 2,75,
Phân bố độ tuổi của cư dân sinh sống trong huyện là 19,40% dưới độ tuổi 18, 7,40% từ 18 đến 24, 26,30% từ 25 đến 44, 27,70% từ 45 đến 64, và 19,20% người có độ tuổi 65 tuổi hay già hơn.  Độ tuổi trung bình là 43 tuổi. Cứ mỗi 100 nữ giới thì có 97,10 nam giới. Cứ mỗi 100 nữ giới có độ tuổi 18 và lớn hơn thì, có 95,50 nam giới.
Thu nhập bình quân của một hộ ở quận này là $29.244, và thu nhập bình quân của một gia đình ở quận này là $38.473, Nam giới có thu nhập bình quân $25.462 so với mức thu nhập $18.851 đối với nữ giới. Thu nhập bình quân đầu người của quận là $17.691, Khoảng 11,30% gia đình và 17,20% dân số sống dưới ngưỡng nghèo, bao gồm 20,80% những người có độ tuổi 18 và 25,00% là những người 65 tuổi hoặc già hơn.

## Các thành phố và thị xã
- Sparta